# 울림엔터테인먼트의 음반
이 문서는 울림엔터테인먼트에서 발표한 음반의 목록이다.

## 2000년대
- 2003년 10월 24일 에픽하이 - Map Of The Human Soul
- 2004년 3월 10일 김동률 - 토로
- 2004년 7월 26일 에픽하이 - High Society[1]
- 2005년 2월 18일 김동률 - Second Concert - 초대
- 2005년 5월 10일 진보 - Call My Name
- 2005년 10월 4일 에픽하이 - Swan Songs
- 2005년 11월 16일 장우수 - 3.14 Circle Ratio
- 2006년 2월 10일 에픽하이 - Black Swan Songs
- 2006년 9월 19일 지선 - [Digital Single] 각인[2]
- 2006년 9월 21일 넬 - Healing Process
- 2006년 10월 10일 에픽하이 - [Digital Single] 프리머스 송
- 2007년 1월 3일 에픽하이 - Remapping the Human Soul
- 2007년 3월 13일 김동률 - Thanks:The Best Songs 1994-2004
- 2007년 6월 25일 넬 - Let's Take A Walk
- 2007년 10월 4일 강균성 - A Path Of Love
- 2007년 12월 4일 이터널 모닝 - Eternal Morning (Soundtrack To A Lost Film)
- 2008년 1월 8일 강균성 - A Serenade
- 2008년 3월 21일 넬 - Separation Anxiety
- 2008년 4월 17일 에픽하이 - Pieces, Part One
- 2008년 6월 3일 넬 - [Digital Single] 멀어지다
- 2008년 6월 11일 에픽하이 - Breakdown
- 2008년 7월 16일 에픽하이 - [Digital Single] SKT 올림픽 되고송
- 2008년 7월 29일 에픽하이 - 다찌마와 리 OST[3]
- 2008년 8월 13일 페니 - Alive Soul Cuts Vol.1
- 2008년 9월 25일 페니 - Alive Soul Cuts Vol.1 `The Instrumental Session`
- 2008년 9월 30일 에픽하이 - Lovescream
- 2008년 11월 27일 넬 - The Trace
- 2008년 12월 19일 스트로베리 필즈 - [Digital Single] Cherry
- 2009년 2월 3일 지선 - 인어...집으로 돌아오다
- 2009년 3월 ?일 에픽하이 - Lost Map #001
- 2009년 3월 13일 지선 - [Digital Single] What A Feeling
- 2009년 3월 27일 에픽하이 - 영혼:Map The Soul
- 2009년 7월 22일 에픽하이 - Remixing The Human Soul[4]
- 2009년 9월 16일 에픽하이 - (e)
- 2009년 11월 2일 스트로베리 필즈 - [Digital Single] Dramatic

## 2010년대
- 2010년 3월 9일 에픽하이 - epilogue
- 2010년 6월 9일 인피니트 - First Invasion
- 2010년 8월 4일 인피니트 - [Digital Single] She`s Back
- 2010년 12월 20일 스트로베리 필즈 - [Digital Single] Doppleganger
- 2011년 1월 6일 인피니트 - Evolution
- 2011년 3월 17일 인피니트 - Inspirit
- 2011년 5월 9일 인피니트 - [Digital Single] Can U Smile
- 2011년 6월 11일 지선 - 바람 (Wish)
- 2011년 7월 21일 인피니트 - Over the Top
- 2011년 9월 26일 인피니트 - Paradise
- 2011년 11월 19일 인피니트 - BTD (Before the Dawn)
- 2011년 11월 23일 베이비소울 - [Digital Single] 남보다 못한 사이[5]
- 2011년 12월 6일 인피니트 - [Digital Single] 하얀 고백 (Lately)
- 2012년 1월 18일 베이비소울, 유지아 - [Digital Single] 그녀는 바람둥이야[6]
- 2012년 2월 20일 김민석 - 닥치고 꽃미남 밴드 OST Part.2
- 2012년 2월 24일 인피니트 - Second Invasion
- 2012년 3월 12일 엘 - 닥치고 꽃미남 밴드 OST Part.5[7]
- 2012년 4월 10일 넬 - Slip Away
- 2012년 5월 8일 인피니트 - [Digital Single] 눈물만[8]
- 2012년 5월 15일 인피니트 - Infinitize
- 2012년 8월 9일 테이스티 - SPECTRUM
- 2012년 8월 29일 인피니트 - She's Back
- 2012년 10월 8일 인피니트 - 엄마가 뭐길래 OST Part.1
- 2012년 11월 19일 김성규 - Another Me
- 2012년 12월 3일 넬 - Holding onto Gravity
- 2013년 1월 8일 넬 - [Digital Single] Christmas In Nell's Room
- 2013년 1월 11일 인피니트H - Fly High
- 2013년 2월 27일 남우현 - [Digital Single] re;cord Episode II[9]
- 2013년 3월 21일 인피니트 - New Challenge
- 2013년 4월 24일 유지애 - [Digital Single] Delight[10]
- 2013년 6월 5일 인피니트 - 恋に落ちるとき (사랑에 빠질 때)
- 2013년 6월 10일 넬 - Escaping Gravity
- 2013년 7월 16일 인피니트 - 2nd Single Album Destiny
- 2013년 8월 7일 넬 - 투윅스 OST Part.1
- 2013년 8월 8일 테이스티 - SPECTACULAR
- 2013년 9월 12일 Rphabet - [Digital Single] Black Suit
- 2013년 9월 27일 인피니트 - [Digital Single] GALAXY Music
- 2013년 11월 8일 JIN - [Digital Single] 너만 없다[11]
- 2013년 11월 29일 테이스티 - [Digital Single] 떠나가
- 2014년 2월 27일 넬 - Newton's Apple
- 2014년 3월 10일 투하트 - 1st Mini Album
- 2014년 4월 7일 투하트 - [Digital Single] Tell Me Why
- 2014년 4월 10일 인피니트 - The Origin
- 2014년 5월 21일 인피니트 - Season 2
- 2014년 7월 22일 인피니트 - Be Back
- 2014년 8월 13일 테이스티 - [Digital Single] ADDICTION
- 2014년 10월 24일 우현 - 모던파머 OST Part.1
- 2014년 10월 31일 인피니트 - 애니메이션 텔레몬스터 OST
- 2014년 11월 10일 러블리즈 - [Digital Single] 어제처럼 굿나잇[12]
- 2014년 11월 17일 러블리즈 - Girls' Invasion
- 2014년 11월 19일 인피니트F - [Japan Digital Single] Love Sign
- 2014년 12월 1일 인피니트F - 인피니트F `靑`
- 2014년 12월 8일 인피니트 - Grow OST - 함께
- 2014년 12월 15일 넬 - [Digital Single] 청춘연가
- 2014년 12월 24일 인피니트 - [Japan Digital Single] Dilemma
- 2015년 1월 26일 인피니트H - Fly Again
- 2015년 3월 3일 러블리즈 - Hi~
- 2015년 4월 9일 인피니트 - One Great Step Returns Live
- 2015년 4월 29일 인피니트 - [Japan Digital Single] 24 Hours
- 2015년 5월 11일 김성규 - 27
- 2015년 7월 13일 인피니트 - Reality
- 2015년 9월 14일 러블리즈 - [Digital Single] 작별하나[13]
- 2015년 9월 18일 넬 - [Digital Single] Star Shell
- 2015년 10월 1일 러블리즈 - Lovelyz8
- 2015년 11월 2일 JOO - [Digital Single] 울고 분다
- 2015년 12월 2일 넬 - [Digital Single] 3인칭의 필요성
- 2015년 12월 7일 러블리즈 - Lovelinus
- 2015년 12월 21일 Kei - 오 마이 비너스 OST Part.6
- 2015년 12월 30일 JIN, 이미주, 류수정, Kei - [Digital Single] 투유 프로젝트 - 슈가맨 Part.11[14]
- 2016년 4월 25일 러블리즈 - A New Trilogy
- 2016년 5월 9일 우현 - Write..
- 2016년 5월 25일 Kei - 운빨로맨스 OST Part.1
- 2016년 6월 1일 우현 - [Digital Single] 투유 프로젝트 - 슈가맨 Part.33[15]
- 2016년 7월 8일 인피니트 - [Digital Single] 그 해 여름(두 번째 이야기)
- 2016년 7월 27일 Kei - [Digital Single] 아이돌보컬리그 - 걸스피릿 EPISODE 02[16]
- 2016년 8월 6일 류수정,베이비소울 - 끝에서 두 번째 사랑 OST Part.2
- 2016년 8월 22일 지선 - 끝에서 두 번째 사랑 OST Part.4
- 2016년 8월 24일 Kei - [Digital Single] 아이돌보컬리그 - 걸스피릿 EPISODE 06[17]
- 2016년 8월 31일 Kei - [Digital Single] 아이돌보컬리그 - 걸스피릿 EPISODE 07[18]
- 2016년 8월 31일 인피니트 - Best Of Infinite
- 2016년 9월 2일 Kei - [Digital Single] Y[19]
- 2016년 9월 14일 Kei - [Digital Single] 아이돌보컬리그 - 걸스피릿 EPISODE 09[20]
- 2016년 9월 19일 인피니트 - INFINITE ONLY
- 2016년 9월 28일 Kei - [Digital Single] 아이돌보컬리그 - 걸스피릿 EPISODE 11[21]
- 2016년 10월 21일 장동우 - [Digital Single] 마음에 묻다
- 2016년 10월 27일 Kei - [Digital Single] Beautiful[22]
- 2016년 11월 10일 인피니트 - INFINITE EFFECT ADVANCE LIVE
- 2017년 1월 20일 홍주찬,윤소윤 - [Digital Single] W-Project 주찬&소윤 `너 같은 사람 없더라`
- 2017년 2월 13일 이장준, 손영택 - [Digital Single] W-Project 장준&영택 `가뭄`
- 2017년 2월 26일 러블리즈 - R U Ready?
- 2017년 5월 2일 러블리즈 - 지금, 우리
- 2017년 5월 25일 Kei - 군주 - 가면의 주인 OST Part.4
- 2017년 5월 26일 JOO - [Digital Single] 어느 늦은 아침
- 2017년 6월 14일 Kei - [Digital Single] Story About:썸,한달 Episode 3[23]
- 2017년 6월 14일 류수정 - 아이돌 드라마 공작단 OST Part.2[24]
- 2017년 6월 21일 Kei - [Digital Single] Story About:썸,한달 Episode 4[25]
- 2017년 6월 28일 Kei - [Digital Single] Story About:썸,한달 Episode 5[26]
- 2017년 6월 29일 엘 - 군주 - 가면의 주인 OST Part.14
- 2017년 8월 28일 골든차일드 - Gol-Cha!
- 2017년 9월 30일 러블리즈 - 피버뮤직 2017[27]
- 2017년 10월 13일 JOO - [Digital Single] THE UNI+ 마이턴 (My Turn)[28]
- 2017년 10월 16일 골든차일드 - 20세기 소년소녀 OST Part.3
- 2017년 10월 27일 JOO - THE UNI+ Shine[29]
- 2017년 11월 14일 러블리즈 - Fall in Lovelyz
- 2018년 1월 8일 인피니트 - TOP SEED
- 2018년 1월 29일 골든차일드 - 奇跡(기적)
- 2018년 2월 26일 김성규 - 10 Stories
- 2018년 3월 8일 Kei - 추리의 여왕 시즌 2 OST Part.2
- 2018년 4월 23일 러블리즈 - 治癒(치유)
- 2018년 5월 10일 권은비, 김소희, 김수윤, 김채원 - [Digital Single] 내꺼야 (Pick Me)[30]
- 2018년 5월 14일 김성규 - [Digital Single] Kim Sung Kyu SHINE Live
- 2018년 5월 21일 러블리즈 - [Digital Single] 투유 프로젝트 - 슈가맨2 Part.18[31]
- 2018년 5월 26일 Kei - 리치맨 OST Part.3
- 2018년 7월 1일 러블리즈 - [Digital Single] 여름 한 조각
- 2018년 7월 4일 골든차일드 - [Digital Single] Goldenness
- 2018년 8월 22일 김성규 - KIM SUNG KYU 1st Solo Concert Live <Shine>
- 2018년 9월 3일 남우현 - Second Write...
- 2018년 9월 10일 러블리즈 - Muse on Music
- 2018년 9월 22일 러블리즈 - [Digital Single] tvN 300 x NC 피버뮤직 - EP 4
- 2018년 10월 24일 골든차일드 - WISH
- 2018년 11월 26일 러블리즈 - SANCTUARY
- 2018년 12월 13일 남우현 - [Digital Single] 지금 이 노래
- 2018년 12월 21일 이성종 - 갑툭튀간호사 OST Part.1
- 2018년 12월 27일 Kei - 황후의 품격 OST Part.3
- 2019년 2월 13일 인피니트 - [Digital Single] CLOCK
- 2019년 2월 13일 인피니트 - [Japan Digital Single] CLOCK
- 2019년 2월 27일 홍주찬 - [Digital Single] 문제아
- 2019년 3월 1일 배승민, Y - 리갈하이 OST Part.3
- 2019년 3월 4일 장동우 - BYE
- 2019년 3월 21일 김동윤, 김민서, 문준호, 주창욱, 차준호, 황윤성 - [Digital Single] _지마 (X1-MA)[32]
- 2019년 4월 23일 베이비소울 - [Digital Single] 조각달
- 2019년 5월 2일 골든차일드 - [Digital Single] 그러다 봄
- 2019년 5월 7일 남우현 - A New Journey
- 2019년 5월 20일 러블리즈 - ONCE UPON A TIME
- 2019년 6월 5일 엘 - 단, 하나의 사랑 OST Part.3
- 2019년 6월 6일 Kei - 절대그이 OST Part.4
- 2019년 8월 7일 로켓펀치 - Pink Punch
- 2019년 9월 2일 이협,황윤성,주창욱,김동윤,김민서,이성준 - [Digital Single] W PROJECT 4 '1분1초' (돌아와줘)
- 2019년 9월 20일 러블리즈 - 퀸덤 Part.2[33]
- 2019년 10월 8일 Kei - Over  and Over
- 2019년 10월 25일 러블리즈 - [Digital Single] Moonlight[34]
- 2019년 10월 31일 서지수 - 7일만 로맨스 OST Part.3[35]
- 2019년 11월 3일 남우현 - [Digital Single] 가을이 오면
- 2019년 11월 18일 골든차일드 - Re-boot

## 2020년대
- 2020년 1월 29일 골든차일드 - Without You
- 2020년 2월 10일 로켓펀치 - RED PUNCH
- 2020년 3월 7일 Kei, TAG,이장준 - [Digital Single] 투유 프로젝트 - 슈가맨 3 Part.13[36]
- 2020년 4월 9일 골든차일드 - 일진에게 찍혔을 때2 OST
- 2020년 5월 20일 류수정 - Tiger Eyes
- 2020년 5월 22일 골든차일드 - [Digital Single] 로드 투 킹덤 <왕의 노래> Part.2
- 2020년 5월 31일 인피니트,러블리즈,골든차일드,로켓펀치,울림 루키 - [Digital Single] 이어달리기
- 2020년 6월 10일 김성규 - 오 마이 베이비 OST Part.5
- 2020년 6월 16일 Kei - [Digital Single] 여자사람 친구[37]
- 2020년 6월 23일 골든차일드 - Take A Leap
- 2020년 8월 4일 로켓펀치 - BLUE PUNCH
- 2020년 8월 25일 골든차일드 - 연애는 귀찮지만 외로운 건 싫어! OST Part.1
- 2020년 9월 1일 러블리즈 - Unforgettable
- 2020년 9월 15일 JIN - 연애는 귀찮지만 외로운 건 싫어! OST Part.4
- 2020년 9월 19일 류수정 - 거짓말의 거짓말 OST Part.2
- 2020년 10월 7일 골든차일드 - [Digital Single] Pump It Up
- 2020년 10월 14일 베이비소울, 이미주, JIN - 도도솔솔라라솔 OST Part.3
- 2020년 10월 28일 드리핀 - Boyager
- 2020년 12월 14일 김성규 - INSIDE ME
- 2020년 12월 23일 Kei - 런 온 OST Part.2[38]
- 2020년 12월 24일 러블리즈, 골든차일드 - [Digital Single] 싱스트리트 - 러블리즈 X 골든차일드 '순천의 하늘 아래에서'
- 2021년 1월 8일 류수정 - 컬러러쉬 OST[39]
- 2021년 1월 25일 골든차일드 - YES.
- 2021년 3월 16일 드리핀 - A Better Tomorrow
- 2021년 3월 29일 김성규 - [Digital Single] Won't Forget You
- 2021년 4월 26일 Kei - 태양의 노래 Part.2[40]
- 2021년 5월 10일 Kei - 태양의 노래 Part.3[41]
- 2021년 5월 17일 로켓펀치 - [Digital Single] Ring Ring
- 2021년 5월 24일 Kei - 태양의 노래 Part.4[42]
- 2021년 6월 7일 Kei - 태양의 노래 Part.5[43]
- 2021년 6월 29일 드리핀 - [Digital Single] Free Pass
- 2021년 6월 30일 Kei - 연애시발.(점) OST Part.2
- 2021년 7월 15일 로켓펀치 - [Digital Single] Ring Ring (Acoustic Ver.)
- 2021년 7월 28일 류수정 - 마비노기 영웅전 OST : 들꽃
- 2021년 7월 30일 Kei - [Digital Single] 블레이드 & 소울 2 - 나 그대의 바람 되어
- 2021년 8월 2일 골든차일드 - GAME CHANGER
- 2021년 8월 4일 로켓펀치 - [Japan] Bubble Up!
- 2021년 8월 24일 권은비 - OPEN
- 2021년 8월 26일 Kei - [Digital Single] 블레이드 & 소울 2 - 기억의 조각[44]
- 2021년 8월 28일 Kei - [Digital Single] 성경의 역사 소곡집 下(하)[45]
- 2021년 9월 1일 골든차일드 - [Digital Single] 더 플레이리스트 Part.7
- 2021년 10월 5일 골든차일드 - DDARA
- 2021년 10월 19일 남우현 - With
- 2021년 11월 11일 드리핀 - [Digital Single] VERTIGO
- 2022년 1월 17일 드리핀 - Villain
- 2022년 1월 18일 권은비,쥬리 - 에픽세븐 OST 'Energetic'
- 2022년 1월 26일 골든차일드 - [Japan Digital Single] A WOO!!
- 2022년 2월 3일 권은비 - [Digital Single] 비밀:리에 vol.4 "MIRROR"
- 2022년 2월 21일 김지범,홍주찬 - 꽃 피면 달 생각하고 OST Part.9
- 2022년 2월 23일 권은비 - 너와 나의 경찰수업 OST Part.4
- 2022년 2월 28일 로켓펀치 - YELLOW PUNCH
- 2022년 3월 10일 권은비 - [Digital Single] ESPER
- 2022년 4월 4일 권은비 - Color
- 2022년 4월 22일 남우현 - 별똥별 OST Part.1
- 2022년 4월 26일 이수정 - My Name
- 2022년 5월 18일 드리핀 - [Japan Digital Single] SO GOOD
- 2022년 6월 15일 골든차일드 - [Japan Digital Single] RATA-TAT-TAT
- 2022년 6월 15일 드리핀 - [Digital Single] Villain : ZERO
- 2022년 6월 28일 권은비 - [Digital Single] Oh My Boy (뉴노멀진 OST)
- 2022년 6월 29일 로켓펀치 - [Japan Digital Single] Fiore
- 2022년 7월 29일 권은비 - [Digital Single] Why Not[46]
- 2022년 8월 6일 남우현 - Listen-Up(리슨업) EP.2[47]
- 2022년 8월 8일 골든차일드 - AURA
- 2022년 8월 17일 권은비 - KPOP CTzen OST
- 2022년 8월 27일 로켓펀치 - Listen-Up(리슨업) EP.5 [48]
- 2022년 8월 29일 로켓펀치 - [Digital Single] Flash
- 2022년 9월 20일 권은비 - Lethality
- 2022년 9월 24일 드리핀 - Listen-Up(리슨업) EP.8[49]
- 2022년 11월 15일 드리핀 - Villain : The End
- 2022년 12월 19일 이수정 - [Digital Single] 크리스마스의 기적[50]
- 2023년 3월 15일 Y - [Digital Single] 바람이라면
- 2023년 3월 15일 드리핀 - [Japan Digital Single] Hello Goodbye
- 2023년 4월 19일 골든차일드 - [Japan Digital Single] Invisible Crayon
- 2023년 4월 19일 드리핀 - [Digital Single] Seven Sins
- 2023년 7월 30일 로켓펀치 - [Digital Single] SODA
- 2023년 8월 2일 권은비 - [Digital Single] The Flash
- 2023년 9월 6일 로켓펀치 - [Digital Single] BOOM
- 2023년 10월 24일 권은비 - [Digital Single] Like Heaven
- 2023년 11월 2일 골든차일드 - [Digital Single] Feel Me
- 2023년 11월 18일 로켓펀치 - 플레이, 플리 OST Part.1
- 2023년 12월 13일 권은비 - [Digital Single] 그때 우리로 돌아갈 수 있을까요 (권은비 X soundtrack#2)
- 2024년 2월 18일 홍주찬 - [Digital Single] 어떤가요
- 2024년 4월 3일 드리핀 - [Digital Single] Beautiful MAZE
- 2024년 6월 1일 홍주찬 - 세자가 사라졌다 OST Part.5
- 2024년 6월 18일 권은비 - [Digital Single] SABOTAGE
- 2024년 7월 28일 권은비 - [Digital Single] 여름아 부탁해
- 2024년 8월 19일 드리핀 - [Digital Single] Weekend
- 2024년 11월 12일 러블리즈 - [Digital Single] 닿으면 너
- 2024년 11월 23일 러블리즈 - [Digital Single] Dear
- 2025년 1월 7일 권은비 - [Digital Single] 눈이 와
- 2025년 4월 14일 권은비 - [Digital Single] Hello Stranger